# التهاب الملتحمة القرنية الحوفي العلوي
التهاب الملتحمة القرنية الحوفي العلوي هو مرض عيني يتميز بنوبات من الالتهاب المتكرر للقرنية العليا والحوف، بالإضافة إلى الملتحمة الرصوية والصلبة العلوية.
على الرغم من أن الفيزيولوجيا المرضية لا تزال غير واضحة، فمن المعتقد أن الصدمة الميكانيكية من الجفون العلوية الضيقة أو الملتحمة الزائدة عن الحاجة يمكن أن تؤدي إلى تعطيل الظهارة الطبيعية. هذه الفرضية الميكانيكية مدعومة بزيادة وضع الغطاء لمرضى الغدة الدرقية الجحوظي، الذين يُعرف عنهم زيادة في حدوث التهاب الملتحمة القرنية الحوفي العلوي.
المرضى الذين يعانون من احمرار العين، وحرق، وتمزق، وإحساس جسم غريب، ورهاب خفيف. لوحظ التهاب وتسمم الملتحمة، وخاصة في الحوف. التشحيم هو علاج فعال لهذا المرض.